# Peter Obi
Peter Obi (ur. 19 lipca 1961 w Onitsha) – nigeryjski polityk i biznesmen. Kandydat na prezydenta Nigerii w 2023 roku. W latach 2006–2014 kilkakrotnie sprawował urząd gubernatora stanu Anambra. Od 2022 roku jest członkiem socjaldemokratycznej Partii Pracy. 
Pochodzi z grupy etnicznej Igbo.

## Wybory prezydenckie 2023
Mimo że jest katolikiem w wyborach prezydenckich, w 2023 roku, otrzymał poparcie wielu megakościołów protestanckich. Z poparciem 25,4% otrzymał trzeci wynik, przegrywając jedynie z Bolą Tinubu (36,6%) i Atiku Abubakrem (29,1%). Wszyscy trzej wygrali w 12 stanach. 